# 卡爾馬克希區
45°21′36″N 63°19′12″E / 45.36000°N 63.32000°E

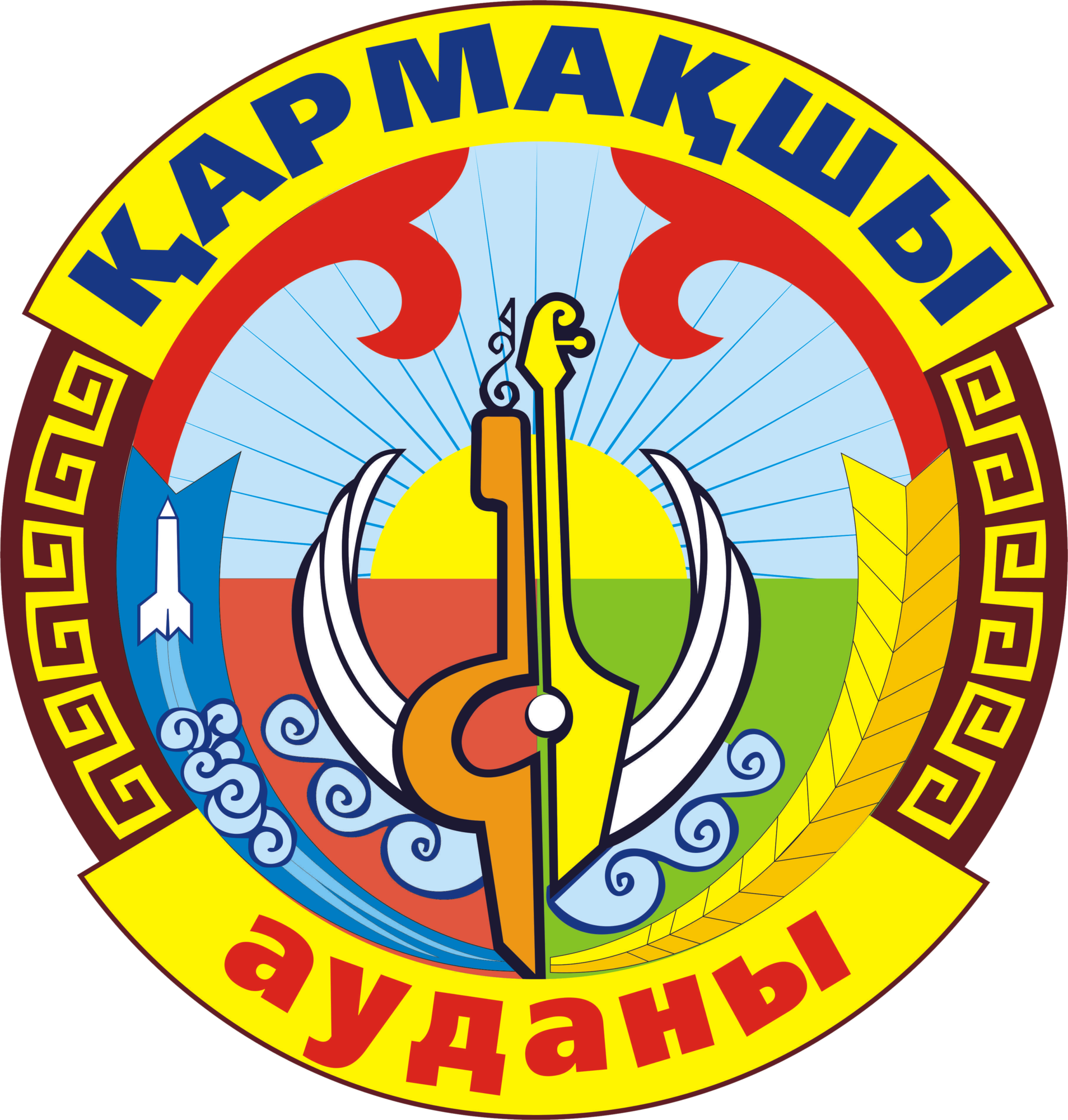

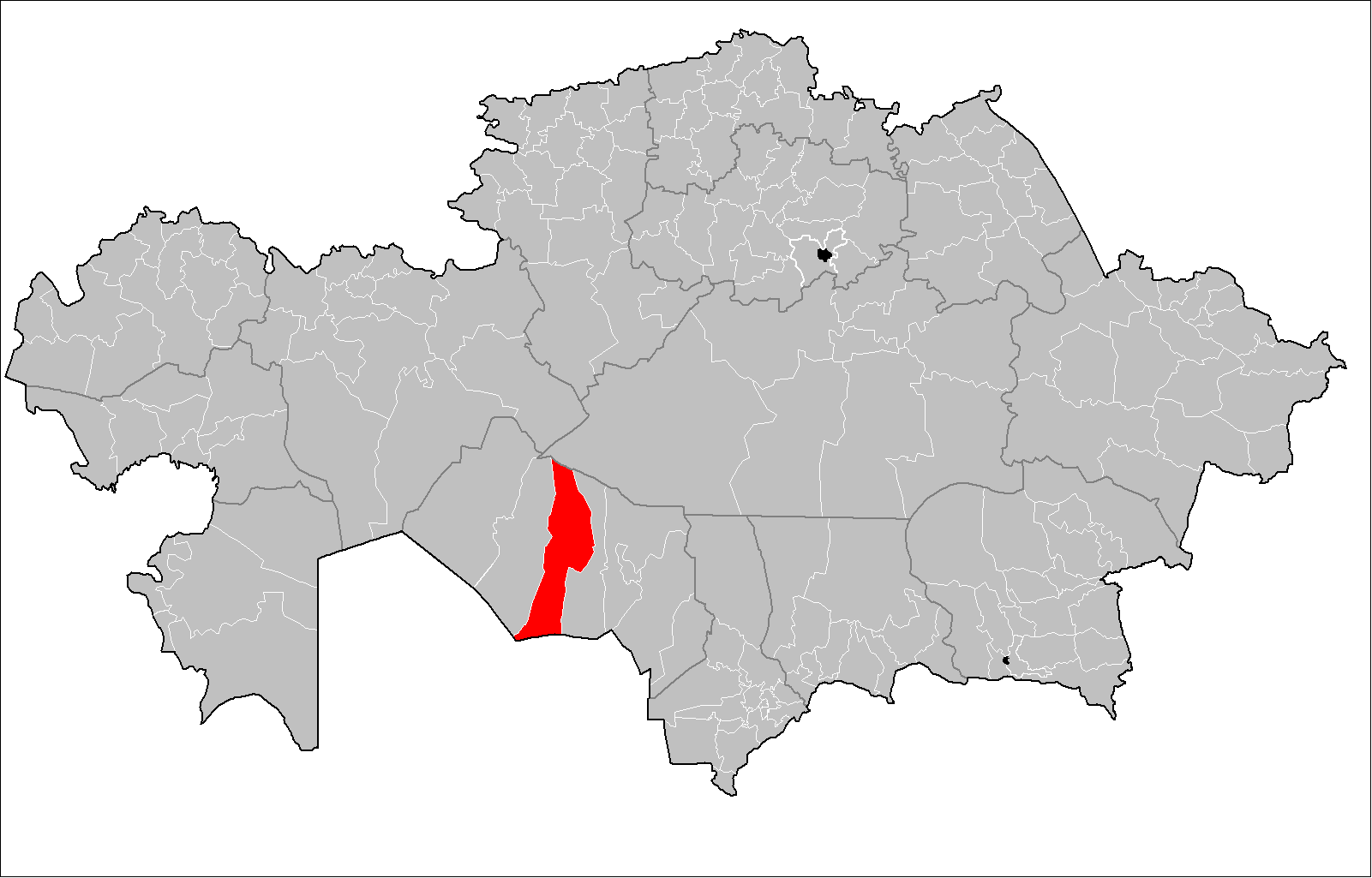

卡爾馬克希區是哈薩克斯坦的行政區，位於該國南部，由克孜勒奧爾達州負責管轄，首府設於若薩雷，始建於1928年，面積30,030平方公里，2020年人口53,780。